# Scleria mitis
Scleria mitis är en halvgräsart som beskrevs av Peter Jonas Bergius. Scleria mitis ingår i släktet Scleria och familjen halvgräs. Inga underarter finns listade i Catalogue of Life.